# Lamare Bogarde
Lamare Trenton Chansey Bogarde  (Rotterdam, 5 januari 2004) is een Nederlands voetballer die bij voorkeur als defensieve middenvelder speelt. Hij tekende in 2020 voor Aston Villa.

## Clubcarrière
Bogarde verruilde in september 2020 Feyenoord voor Aston Villa. Op 8 januari 2021 debuteerde hij in de FA Cup tegen Liverpool. Hij begon in de basiself en werd na 75 minuten vervangen. In februari 2023 werd hij verhuurd aan Bristol Rovers FC.

## Interlandcarrière
Op 14 maart 2025 werd Bogarde door bondscoach Michael Reiziger voor het eerst opgeroepen voor Nederland onder 21.

## Trivia
Hij is een broer van Melayro Bogarde en een neefje van Winston Bogarde.